# Rhodora X
Rhodora X es una serie de televisión filipina transmitida por GMA Network desde 2014. Está protagonizada por Jennylyn Mercado, Mark Herras, Yasmien Kurdi y Mark Anthony Fernández.

## Elenco

### Elenco principal
- Jennylyn Mercado como Rhodora Ferrer-Vasquez
- Mark Herras como Joaquin Vásquez
- Yasmien Kurdi como Angela Ferrer
- Mark Anthony Fernández como Nico Ledesma

### Elenco secundario
- Ervic Vijandre como Dr. Ferdinand "Ferds" Salazar
- Boots Anson-Roa como Amparo "Panchang" / "Ima" Sales
- Glydel Mercado como Lourdes Sales-Ferrer
- Gardo Versoza como Derick Ferrer
- Frank Magalona como Santiago "Santi" Vásquez
- Vaness del Moral como Pia Alcantara
- Ken Chan como Ryan Ledesma
- Ashley Cabrera como Jenna Vásquez
- Lollie Mara como Doña Carmencita "Cita" Vásquez
- Martin del Rosario como Martin Aquino